# تاريخ النرويج

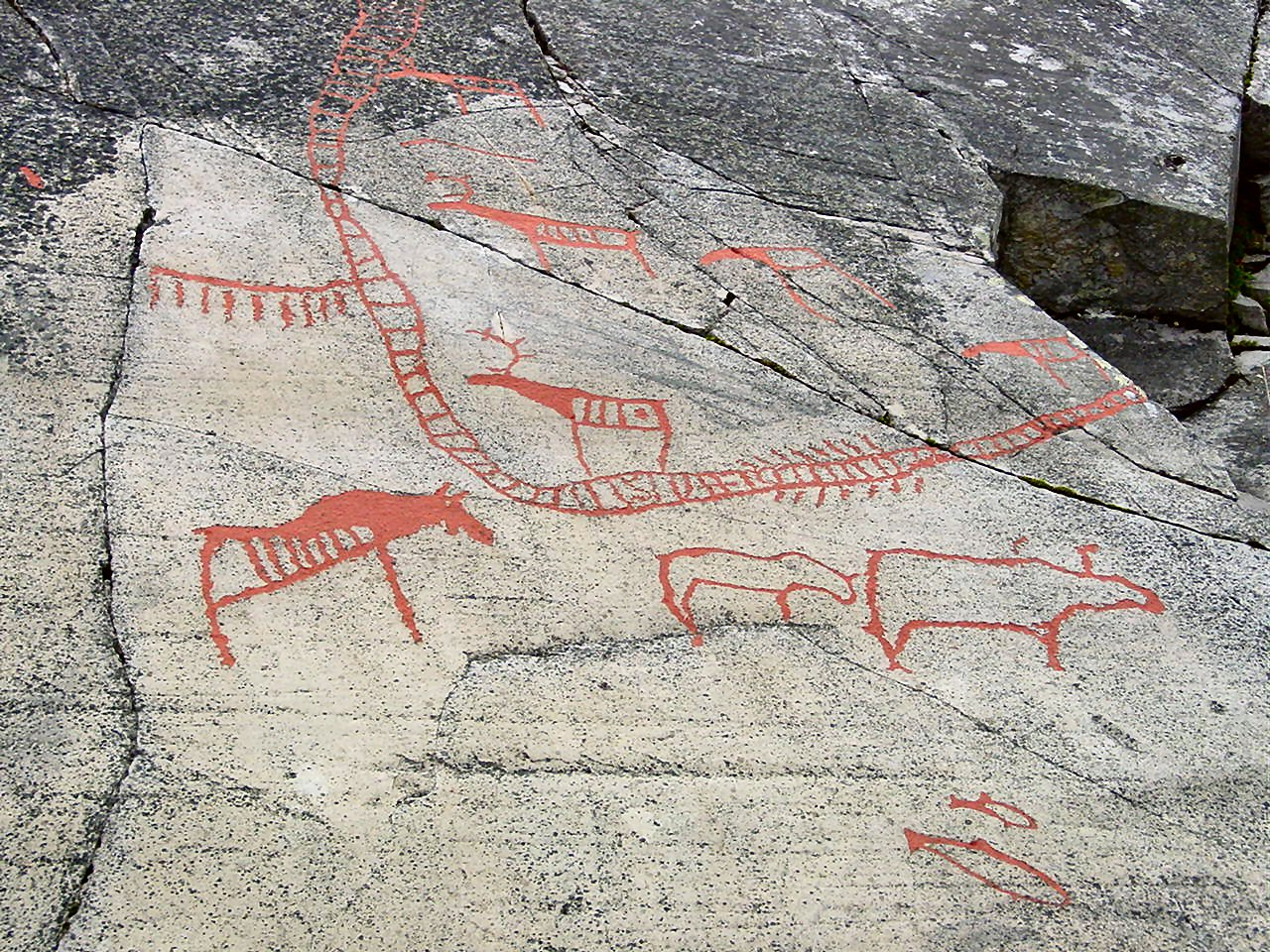
نقوشات صخرية في ألتا.

تشير الاكتشافات الأثرية أن منطقة النرويج الحالية كانت مأهولة بالسكان منذ ما لا يقل عن الألف العاشرة قبل الميلاد. يُطلق على السكان الأصليين في شمال النرويج ووسطها اسم «شعب سامي»، رغم أن الثقافة النوردية وصلت في وقت مبكر جداً أيضاً. ذكر الملك الحالي للنرويج أن المملكة تأسست على أراضي الشعبين النرويجي وسامي.
وفي القرون الأولى للميلاد، تألفت النرويج من عدد من الممالك الصغيرة، ووفقاً لجاريد دياموند، تعلم الشعب النوردي ركوب البحر حوالي سنة 600م.
أتسم عهد الفايكنغ بالتوسع والهجرة من قبل الفايكنغ البحارة. أصبح هارالد هارفاغر أول ملك للنرويج الموحدة في عام 872م بعد معركة هافرسفيورد في ستافانغر التي وحدت الفايكنج. أستُبدلت التقاليد المسيحية بتلك النوردية بشكل تدريجي في القرنين العاشر والحادي عشر. ويعزى ذلك إلى حد كبير للملوك المبشرين «أولاف تريغفاسون» والقديس «أولاف». مع وفاة هاكون الخامس ملك النرويج عام 1319 ورث ماغنوس إريكسون ذو الثلاث سنوات عرش النرويج، فعُرف باسم ماغنوس السابع. كما بدا في الوقت نفسه أن التحرك لجعل ماغنوس ملكاً للسويد قد نجح، ذلك أنه حينها كان ملوك السويد والدنمارك يُنتخبون من قبل طبقة النبلاء. وهكذا مع انتخابه لعرش السويد توحدت السويد والنرويج تحت حكم الملك ماغنوس السابع. تزوج هاكون السادس في عام 1363 من مارغريت ابنة الملك فالديمار الدنماركي. بعد وفاة هاكون السادس في سنة 1379. عملت مارغريت على ضم عرش السويد إلى الدنمارك والنرويج عن طريق انتخاب أولاف لعرش السويد، وكانت على وشك تحقيق مرادها عندما توفي ولدها فجأة، فانتخبت الدنمارك مارغريت كحاكمة مؤقتة بعد وفاة الملك. وفي 2 فبراير/شباط سنة 1388 حذت النرويج حذو الدنمارك وتوجت مارغريت ملكة عليها.
بعد أن هوجمت الدنمارك والنرويج من طرف المملكة المتحدة، دخلت النرويج في تحالف مع الإمبراطور الفرنسي نابليون الأول في معركة كوبنهاغن. أدت الحرب إلى مجاعة عام 1812، كما وجدت المملكة الدنماركية نفسها في الجانب الخاسر في عام 1814 واضطرت تحت شروط معاهدة كييل للتنازل عن النرويج لملك السويد في حين بقيت المقاطعات الدنماركية النرويجية الأخرى مثل أيسلندا وغرينلاند وجزر فارو ضمن التاج الدانماركي. خلال الحرب العالمية الأولى التزمت النرويج الحياد، لكنها عملياً تعرضت لضغوط من قبل بريطانيا العظمى لتسليم أجزاء متزايدة من أسطولها التجاري الكبير لبريطانيا بأقل الأسعار، فضلا عن الانضمام إلى الحصار التجاري المفروض على ألمانيا. كان على السفن النرويجية التجارية والبحارة النرويج رفع العلم البريطاني على سفنهم رغم خطورة إغراقها من طرف الغواصات الألمانية، وكان من نتيجة ذلك أن فقدت البلاد كثيرًا من بحارتها وسفنها، وهبط ترتيب الأسطول التجاري النرويجي من المركز الرابع عالمياً إلى المركز السادس.
أعلنت النرويج أيضاً حيادها خلال الحرب العالمية الثانية ولكنها تعرضت للغزو الألماني في 9 أبريل/نيسان سنة 1940. خلال السنوات الخمس من الاحتلال النازي، أسس النرويجيون حركة مقاومة حاربت الاحتلال الألماني وأعلنوا العصيان المدني والمقاومة المسلحة وقاموا بتدمير محطة نورسك هيدرو للمياه الثقيلة ومخزون من المياه الثقيلة في فيمروك مما شل البرنامج النووي الألماني. أما العنصر الأكثر أهمية للحلفاء كان دور البحرية التجارية النرويجية، إذ أن البلاد امتلكت في وقت الغزو رابع أسطول تجاري بحري في العالم. أدارت شركة الشحن النرويجية «نورتراشب» الأسطول تحت إدارة الحلفاء خلال الحرب حيث كان دورهم إخلاء دونكيرك تمهيدًا لعملية الإنزال في النورماندي. في كل شهر كانون الأول/ديسمبر من كل عام، تهدي النرويج شجرة عيد ميلاد للمملكة المتحدة اعترافاً بفضلها في مساعدة النرويج خلال الحرب العالمية الثانية، ويُقام حفل نصب الشجرة في ساحة الطرف الأغر الشهيرة في لندن.
خلال الفترة الممتدة بين عاميّ 1945 و 1961، سيطر حزب العمال على البرلمان بعد حصوله على الأغلبية المطلقة من الأصوات.تم تأميم البترول وأصبحت من الدول المنتجة للنفط بشكل سلس عام 1963 مما جعلها رابع إنتاج دولي للبترول. وصلت نسبة وعدد العاملين في الصناعة إلى أعلى معدلاتها حوالي عام 1975. منذ ذلك الحين عملت البلاد على الاستعانة باليد العاملة الخارجية لتلبية حاجة الإنتاج الصناعي والخدماتي المكثف مثل مصانع الإنتاج الضخمة والشحن البحري. النرويج عضو مؤسس في المنطقة الأوروبية للتجارة الحرة. أجري استفتاءان حول الانضمام إلى الاتحاد الأوروبي فشلا بفارق ضئيل في عامي 1972 و 1994. في عام 1981 تشكلت حكومة المحافظين بقيادة «كور ويلوك» واتبعت سياسة لتحفيز الاقتصاد المتضخم والراكد من خلال خفض الضرائب وتحرير الاقتصاد وتحرير الأسواق واتخاذ تدابير للحد من التضخم الذي وصل إلى مستويات قياسية (13.6% في سنة 1981).

## عصور ما قبل التاريخ
ارتفع الخط الساحلي النرويجي بسبب التجلد مع نهاية العصر الجليدي الأخير نحو 12000 قبل الميلاد. وحدثت الهجرة الأولى خلال هذه الفترة، إذ كان الساحل النرويجي يوفر ظروفًا جيدة لصيد الفقمة والأسماك والحيوانات. وقد كان المهاجرون من الرُحل، وبحلول عام 9300 قبل الميلاد كانوا قد استقروا بالفعل في جزيرة ماجيراوي. ثم زاد انحسار الجليد منذ 8000 قبل الميلاد ما جعل الاستيطان يمتد على طول الساحل بأكمله. مرت في العصر الحجري حضارة كومسا في ترومس وفينمارك وحضارة فوسنا أقصى الجنوب. استحوذت حضارة نوستفيت على حضارة فوسنا نحو 7000 قبل الميلاد، والتي تكيفت مع مناخ أكثر دفئًا، ما زاد زراعة الغابات وأوجد ثدييات جديدة للصيد. عثُر على أقدم هيكل عظمي بشري جرى اكتشافه على الإطلاق في النرويج في المياه الضحلة قبالة سوغني في عام 1994، وحدد تأريخه من الكربون إلى 6600 قبل الميلاد. ونحو 4000 قبل الميلاد بدأ في الشمال استخدام أدوات الأردواز والفخاريات والزلاجات ومراكب المزالج وقوارب القشور الكبيرة.
بدأت الزراعة الأولى التي افتتحت العصر الحجري الحديث نحو 4000 قبل الميلاد حول خليج أوسلو، مع التقنيات القادمة من جنوب إسكندنافيا. بدأت نقلة نوعية بين 2900 و2500 قبل الميلاد، مع انتشار الشوفان والشعير والخنازير والأبقار والأغنام والماعز ووصولها أقصى الشمال حتى ألتا. وشهدت هذه الفترة أيضًا وصول حضارة الخزف المحزم، والتي جلبت معها أسلحة وأدوات جديدة ولهجة هندية أوروبية، تطورت منها اللغة النرويجية.

### العصر البرونزي الشمالي (1800-500 قبل الميلاد)
بدأ العصر البرونزي في عام 1800 قبل الميلاد، وشمل ابتكارات مثل استخدام المحراث الحيواني في الحقول، والمزارع الدائمة في المنازل والساحات، خاصة في المناطق الخصبة حول خليج أوسلو، ومضيق تروندهايم، وميوسا، ويرين. وكان هناك فائض من غلال المحاصيل لدرجة سمحت للمزارعين بالمتاجرة بالفراء والجلود مقابل سلع فاخرة، خاصة مع يوتلاند. ونحو 1000 قبل الميلاد، وصل المتحدثون باللغات الأورالية إلى الشمال واندمجوا مع السكان الأصليين، وأصبحوا شعب سامي. وفقًا لما ذكره عالم اللغويات أنتي أيكيو، اكتمل تشكل لغة السامي في أقصى جنوب منطقة استخدامها (وسط إسكندنافيا، جنوب سابمي) نحو عام 500 بعد الميلاد.
بدأ تحول مناخي مع طقس أكثر برودة نحو 500 قبل الميلاد. تبدلت طبيعة الغابات، التي كانت تتكون في السابق من الدردار والزيزفون والمران والبلوط، لتصبح غابات من القضبان والصنوبر والتنوب. وهذه التغيرات المناخية أثرت أيضًا على المزارعين، الذين بدأوا ببناء المزيد من المباني للمأوى. وأدخل الكلت تقنيات صناعة الحديد، ما أدى إلى تحسين الأسلحة والأدوات.

## العصور الوسطى

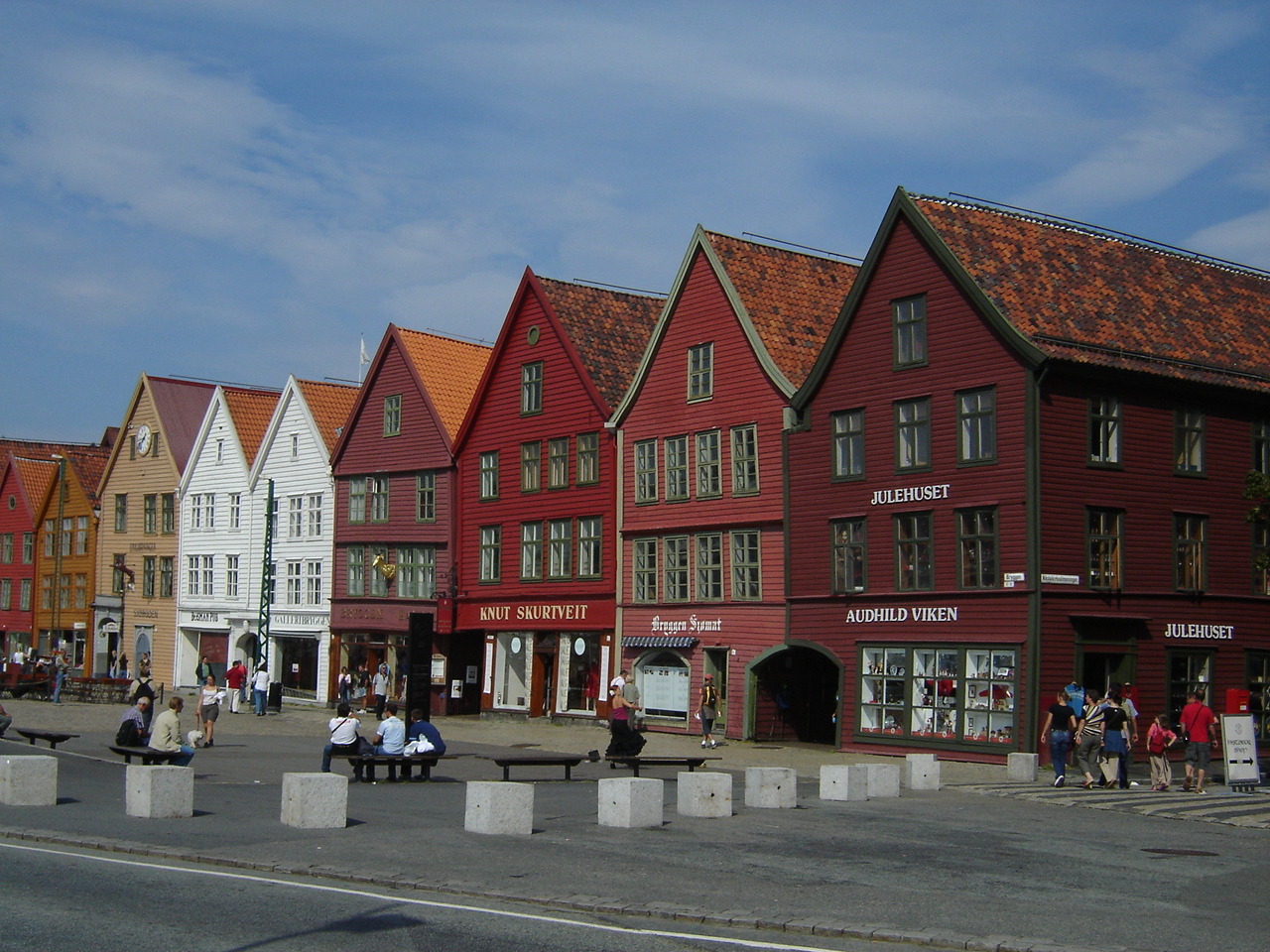
بريغين في برغن – موقع تراثي يعكس تاريخ التجارة والهندسة المعمارية النرويجية

كان أولاف تريغفاسون أول من حاول التنصير وإلغاء الطقوس الوثنية في الأساطير الإسكندنافية، لكنه قُتل في معركة سفولدر في عام 1000. منذ عام 1015، جعل أولاف هارالدسون الثينغ (الكيان) يقر على قوانين الكنيسة، ودمر المعابد الوثنية وبنى الكنائس وأنشأ نظامًا للكهنة. خشي العديد من زعماء القبائل سلب التنصير لسلطتهم المستمدة من الدين الوثني الإسكندنافي التقليدي في منصب الغوثار (زعيم محلي). التقى الطرفان في معركة سبتيكلستاد، حيث قُتل هارالدسون. رفعت الكنيسة هارالدسون إلى مرتبة قديس، وأصبحت نيداروس (تروندهايم اليوم) المركز المسيحي للنرويج. في غضون بضع سنوات، فقد الحكم الدنماركي شعبيته فتوحدت النرويج مرة أخرى.
منذ أربعينيات القرن الحادي عشر وحتى عام 1130 عاشت البلاد في سلامٍ. في عام 1130، اندلعت حقبة حربٍ أهلية حول خلافة العرش، والتي أتاحت لجميع أبناء الملك بالحكم المشترك. كانت هناك فترات سلام متفرقة، وذلك قبل أن يتحالف الابن الأصغر مع زعيم قبلي ويبدأ نزاعًا جديدًا. أُنشئت أبرشية نيداروس عام 1152 في محاولة للسيطرة على عملية تنصيب الملوك. كان لا بد للكنيسة أن تنحاز إلى طرف في هذه النزاعات، فأصبح تأثير الكنيسة على الملك مشكلة أيضًا في الحروب الأهلية. انتهت الحروب في عام 1217 بتنصيب هاكون الرابع، الذي أدرج قوانين صريحة للخلافة. تمكن أيضًا من إخضاع غرينلاند وأيسلندا للحكم النرويجي؛ وهكذا وصل الكومنولث الأيسلندي إلى نهايته بعدما أسفرت الحرب الأهلية في حقبة ستورلونغ عن نصرٍ لصالح النرويج.
ازداد عدد السكان من 150,000 نسمة في عام 1000 إلى 400,000 نسمة في عام 1300، مما أدى إلى خلو المزيد من الأراضي وتقسيم المزارع. في حين أن جميع المزارعين امتلكوا في عصر الفايكنغ أراضيهم الخاصة، إلا أنه بحلول عام 1300، امتلك الملك أو الكنسية أو الطبقة الأرستقراطية 70% من الأراضي. حدث هذا الاستملاك بعملية تدريجية لأن المزارعين كانوا يقترضون المال في الأوقات الصعبة ولا يتمكنون من سدادها. ومع ذلك، ظل المستأجرون رجالًا أحرارًا، وكانت المسافات الطويلة والملكيات المتناثرة بمعظمها تعني أنهم يتمتعون بحرية أكبر بكثير من أقنان المستعمرات. في القرن الثالث عشر، ذهب نحو 20% من غلة المزارع إلى الملك والكنيسة وملاك الأراضي.

### القرن الرابع عشر
يوصف القرن الرابع عشر بأنه العصر الذهبي للنرويج، إذ عم السلام وازدهرت التجارة، خاصة مع الجزر البريطانية، رغم حصول ألمانيا على أهمية متزايدة في نهاية القرن. خلال العصور الوسطى العليا، أسس ملك النرويج دولة ذات سيادة مع إدارة مركزية وممثلين محليين.
في عام 1349، انتشر الطاعون الأسود في النرويج، وفي غضون عام قتل ثلث السكان. أدت الأوبئة اللاحقة إلى خفض عدد السكان بمقدار النصف بحلول عام 1400. أُبيدت عدة مجتمعات بالكامل، مما أدى إلى حدوث وفرة في الأراضي، فتمكن المزارعون من تحويل اهتمامهم أكثر إلى تربية الحيوانات. أدى تخفيض الضرائب إلى إضعاف مركز الملك، وفقد العديد من الأرستقراطيين أساس وفرتهم، مما جعل البعض منهم مجرد مزارعين. زادت ضرائب العشر المرتفعة العائدة للكنيسة من قوتها أكثر فأكثر وأصبح رئيس الأساقفة عضوًا في مجلس الدولة.
سيطرت الرابطة الهانزية على التجارة النرويجية في القرن الرابع عشر، وأنشأت مركزًا تجاريًا في بيرغن. في عام 1380، ورث أولاف هاكونسون العرشين، النرويجي والدنماركي، مما أدى إلى تشكيل اتحاد بين البلدين. في عام 1397، في عهد مارغريت الأولى، أُنشئ اتحاد كالمار بين الدول الاسكندنافية الثلاث. شنت حربًا على الألمان، مما أدى إلى فرض حصار تجاري وضرائب أعلى على النرويجيين، فأسفر ذلك عن وقوع تمردٍ. ومع ذلك، كان مجلس الدولة النرويجي أضعف من أن ينسحب من الاتحاد.
اتبعت مارغريت سياسة مركزية فضلت الدنمارك بالضرورة، لأن عدد سكانها أكبر من النرويج والسويد مجتمعين. منحت مارغريت أيضًا امتيازات تجارية لتجار لوبيك الهانزيين في بيرغن مقابل الاعتراف بحقها في الحكم، مما أضر بالاقتصاد النرويجي. شكل التجار الهانزيون دولة داخل دولة في بيرغن لأجيال. كان القراصنة، «إخوان الإمداد» أسوأ منهم، إذ شنوا ثلاث غارات مدمرة على الميناء (كان آخرها عام 1427).
تراجعت النرويج إلى الظل أكثر من أي وقت مضى في عهد سلالة أولدنبورغ (تأسست عام 1448). اندلعت  ثورة واحدة تحت قيادة كنوت ألفسون عام 1502. كان لدى النرويجيين بعض المودة تجاه الملك كريستيان الثاني، الذي مكث في البلاد لعدة سنوات. لم تشارك النرويج في الأحداث التي أدت إلى استقلال السويد عن الدنمارك في عشرينيات القرن السادس عشر.